# Pakize Tarzi
Pakize İzzet Tarzi, née en 1909 ou en 1910 à Alep dans l'Empire ottoman, et morte en 2004 à Istanbul en Turquie, est une médecin turc : elle est la première femme gynécologue de son pays. Elle est la fille de l'inspecteur général (en) de la Ziraat Bankası à Alep. En 1918, la famille déménage à Adana en Turquie, lorsque les britanniques envahissent la Syrie, puis à Konya, quand les français prennent le contrôle d'Adana.
Elle fait ses études à Sörler Okulu puis elle choisit la médecine alors qu'elle est au collège américain Bursa pour filles (tr). Elle achève ses études en 1932.
Le 21 juillet 1949, elle ouvre la première clinique pour femmes, Pakize İ. Tarzi Kliniği, à Şişli, district d'Istanbul. 
Elle est également la première femme à traverser le Bosphore à la nage.
En 1935, elle se marie avec Fettah Tarzi, neveu du roi afghan Amanullah Khan. Leur fille, Zeynep Tarzi est l'épouse du prince ottoman Osman Ertuğrul Osmanoğlu.